# Кесма
Кесма (рус. Кесьма) река је која протиче преко територије Весјегонског рејона на североистоку Тверске области, односно на северозападу европског дела Руске Федерације. 
Улива се у северозападни залив вештачког Рибинског језера, акумулације настале преграђивањем корита реке Волге током 1940-их година. Припада басену реке Волге и Каспијског језера. Пре испуњавања Рибинске акумулације водом уливала се у реку Мологу. 
Извире на југозападу Весјегонског рејона, у области села Кулиберово, тече у смеру североистока преко местимично замочвареног подручја, и након 83 km тока улива се у северозападни залив Рибинског језера формиран потапањем доњег дела тока реке Мологе. Површина басена је 618 km², а просечан проток око 4,4 m³/s.
Целом дужином водотока карактерише је изразито слаб проток и интензвно меандрирање. Ширина корита се креће од 5–10 метара у горњем, преко око 30 метара у средњем, па све до преко 1 km у зони ушћа. 
најважније притоке су Шипенка, Желемја, Потемка, Савенка и Љубимка.